# Punok
A punok történelmi népe Észak-Afrika (nagyjából a mai Tunézia) területén élt. Föníciai (poenus=pun) gyarmatosítók utódai voltak, akik Fönícia hatalmának meggyengülését követően fokozatosan függetlenítették magukat, fejlett államot hoztak létre, melyet központjáról Karthadesnek (Karthágó) neveztek el. Mivel azonban az állam a Római Köztársaság riválisa volt, ezért összetűzésbe került vele és három háborút követően, Róma  teljesen megsemmisítette az államot. Ezzel a pun nép nem halt ki rögtön, hanem még az i. sz. 5. században is éltek képviselőik Észak-Afrika területén.

## A punok története, kultúrája

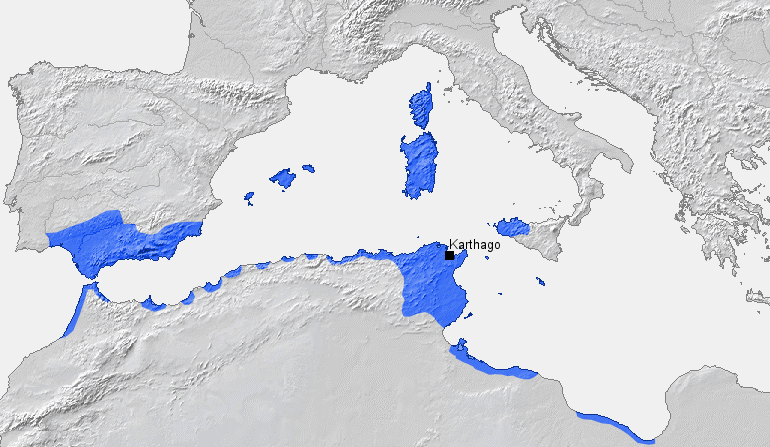
Karthágó és gyarmatai az i. e. 3. században

A punok ősei Föníciából érkező gyarmatosítók voltak. Karthágó várost Türosz-ból érkező telepesek alapították, a hagyomány szerint Dido vezetésével, aki a város első királynője lett. A telepesek magukkal vitték a város istenének, Melkart-nak tiszteletét, ezenkívül pedig a föniciaiak több más istenének tiszteletét is, amelyek közül a legfontosabb Baál volt. Később számos környező nép istenét is átvették és „beépítették” vallásukba, így például a görög Dionüszosz és Apollón kultuszát.
Idővel a föniciaiak keveredtek az őshonos berber törzsekkel, ennek köszönhetően alakult ki a pun nép. A pun kultúra különböző, szomszédos népek kultúráit egybeolvasztotta, de a régi szokásaik jó részét is megtartották, így például az emberáldozatok szokását is.
A punok felfedező utakat is tettek Nyugat-Afrika térségében. A leghíresebb pun felfedező Hanno volt, aki gyarmatosítás érdekében tengeri utazást tett előbb a mai Marokkó partjai mentén, majd tett egy utazást, amelynek során egészen a mai Gabon partjaiig eljutott. Utazásairól írt egy pun nyelvű összefoglalót, de ez később, a római hódítást követően megsemmisült, viszont egy erről készült görög másolat hiányosan a mai napig fennmaradt. Hanno ebben a művében ír az afrikai bennszülöttekről, valamint megemlít „egy nagy, emberhez hasonló majmot”, amelyet leírása alapján a gorillával lehet azonosítani.

## A szicíliai és pun háborúk
Karthágó hamar a térség vezető gazdasági és katonai nagyhatalmává vált, emiatt rossz viszonyba került a dél-itáliai görögökkel és a Római Köztársasággal. A görögök és punok között i. e. 600-ban háború tört ki Szicília birtoklásáért, amely kisebb - nagyobb szünetekkel i. e. 265-ig tartott (Szicíliai háborúk). Végül megállapodás született a görögök és a punok között, melynek értelmében felosztották a szigetet: A nyugati - nagyobbik - részt megkapták a punok, míg a keleti rész görög kézen maradt.
A szicíliai háborúk lezárása után egy évvel azonban háború tört ki a punok és Róma között, amely i. e. 241-ig eltartott, de végül is a punok elvesztették, így a teljes Szicília római kézbe került. I. e. 218-ban újabb háború tört ki a két ország között, amelyben a pun hadsereget a zseniális hadvezér, Hannibál vezette. A punok kezdetben sikert sikerre halmoztak, sőt a pun katonák már Róma falait is megközelítették, azonban nemsokára megfordult a hadiszerencse és a rómaiak végül is i. e. 202-ben a Zamai csatában döntő vereséget mértek Hannibál seregére.
A második pun háborút követően Karthágó hatalma meggyengült, elvesztette a földközi-tengeri hegemóniát és elvesztette az összes gyarmatát is. A rómaiak ekkor azonban még nem pusztították el a várost.
Idővel felerősödött azoknak a római szenátoroknak a hangja, akik Karthágó teljes pusztulását kívánták. Az egyik szenátor, idősebb Cato, minden egyes felszólalását azzal fejezte be, hogy „Végül pedig javaslom, hogy Karthágót le kell rombolni.” („Ceterum autem censeo Carthaginem esse delendam”). Végül is a római hadsereg i. e. 149-ben újra megtámadta Karthágót, majd hosszú ostrom után, i. e. 146-ban bevette a várost és földig rombolta, az életben maradt lakosság jó részét eladták rabszolgának, a helyét pedig állítólag behintették sóval, hogy ne teremjen meg semmi rajta.
Ez a legenda régen megdőlt, tekintettel arra, hogy a só az újkorig rettentő drága és értékes anyagnak számított, a római katonák a zsold egy részét sóban kapták, a városok sóban adóztattak és vámoltak. A só sűrűsége 1.5 g/cm3, egy 30 km2-es Karthágó 10 cm vastag beszórására 3·106 m3, azaz 4,5 millió tonna sóra lett volna szükség.

## A punok Karthágó pusztulása után
Karthágó eleste nem jelentette a pun nép pusztulását is. Habár a megmaradt pun lakosság kénytelen volt kiköltözni Karthágóból és környékéről, még hosszú ideig fennmaradtak. Egyesek idővel romanizálódtak, de a többségük megtartotta nyelvét és kultúráját. I. e. 46-ban Caius Iulius Caesar a hagyomány szerint felszedette a sóréteget Karthágó földjéről, és újjáépítette a várost. Ezt követően Karthágó vidéke egy nagyon gazdag terület lett, amely egyúttal a Római Birodalom éléskamrájává is vált.

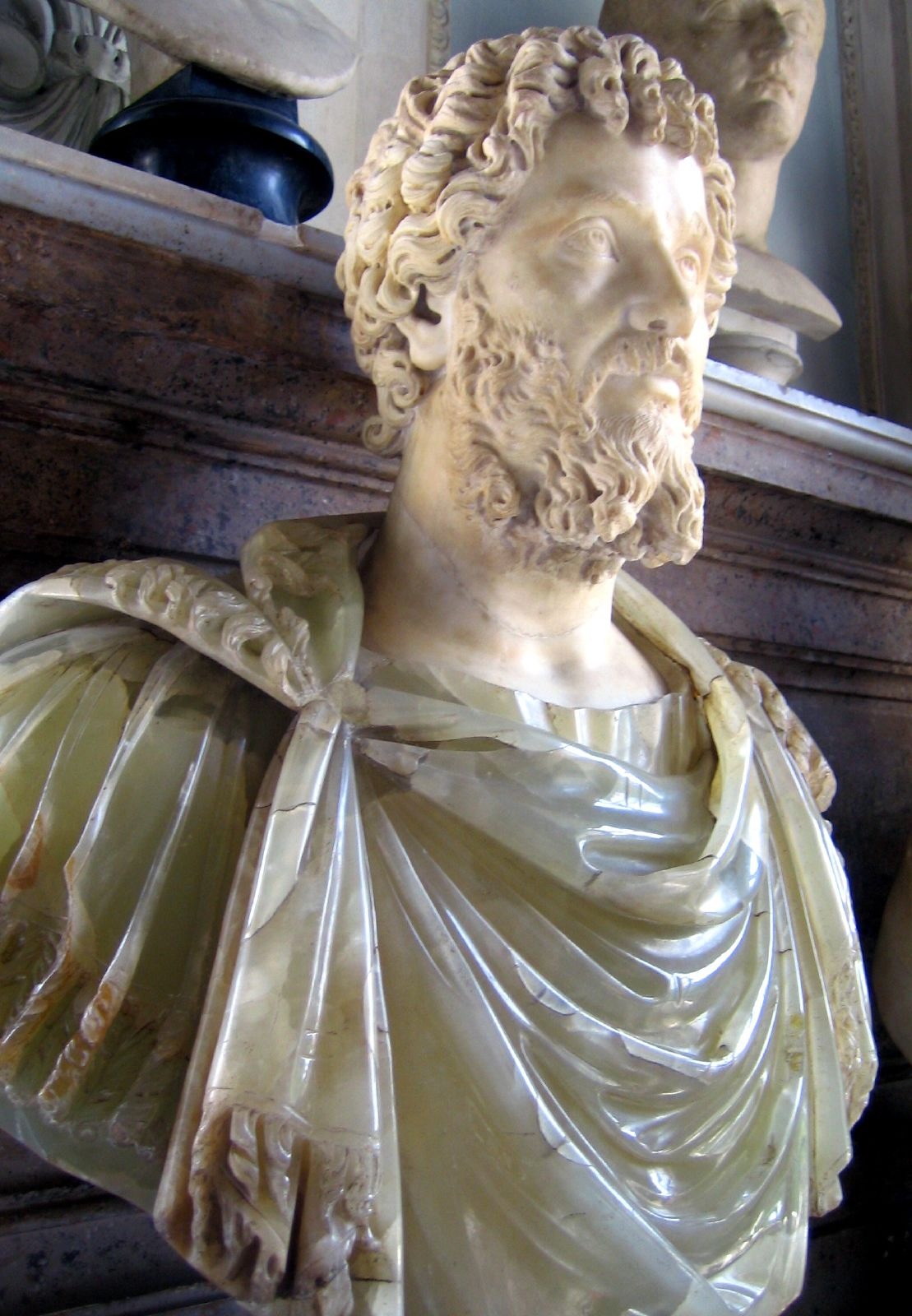
Septimius Severus római császár apai ágon pun ősökkel is rendelkezett.

Hiteles feljegyzések szerint Septimius Severus római császár is apai ágon pun eredetű volt, tehát a Severus dinasztia, mely négy császárt adott a Római Birodalomnak pun eredettel is rendelkezett. Más híres pun eredetű személyek: Tertullianus ókeresztény teológus, Szent Perpetua vértanú és Szent Cyprianus vértanú.
Miután a kereszténység megtűrt vallás lett (313), a punok közül sokan felvették a vallást. Erről Hippói Szent Ágoston így írt egy 412-ben létrehozott művében: „A pun keresztények a keresztséget nem másnak, mint megmentésnek, Jézus Krisztus megváltását pedig nem másnak, mint életnek tartják.”
A pun nép maradéka valószínűleg azt követően tűnt el, hogy a vandálok meghódították Észak-Afrikát.

## A pun nyelv
A pun nyelv vagy karthágói nyelv a sémi nyelvek közé tartozó kihalt nyelv, a föníciai származéka, közeli rokona volt az ókori zsidó, arab és más kánaáni nyelveknek. A punt Észak-Afrikában és néhány földközi-tengeri szigeten beszélték, ahol a punoknak (karthágóiaknak) birtokuk volt.

## Fordítás
- Ez a szócikk részben vagy egészben  a   punics című angol Wikipédia-szócikk fordításán alapul.  Az eredeti cikk szerkesztőit annak laptörténete sorolja fel. Ez a jelzés csupán a megfogalmazás eredetét és a szerzői jogokat jelzi, nem szolgál a cikkben szereplő információk forrásmegjelöléseként.